# Підгорівка (Старобільський район)
Підго́рівка — село в Україні, у Старобільській міській громаді Старобільського району Луганської області. Населення становить 3717 осіб. Колишній орган місцевого самоврядування — Підгорівська сільська рада, утворена в 1943 р. Сільраді були підпорядковані населені пункти Ганнівка, Дубовівка, Круте, Курячівка, Лисинівка, Новоукраїнське. Селом тече річка Біла, права притока Айдару (басейн Сіверського Дінця). День села - 7 листопада.

## Населення
- Станом на 1897 р. - 3577 осіб;
- Станом на 1914 р. - 1856 осіб (Харківський календар за 1914 р.);
- Станом на 2001 р. - 3501 осіб;
- Станом на 2011 р. - 3609 осіб. 1515 дворів;
- Станом на 2021 р. - 3717 осіб.

### Мова
Розподіл населення за рідною мовою за даними перепису 2001 року:
| Мова            | Кількість | Відсоток |
| --------------- | --------- | -------- |
| українська      | 3357      | 90.31%   |
| російська       | 341       | 9.17%    |
| ромська         | 12        | 0.32%    |
| німецька        | 2         | 0.05%    |
| білоруська      | 1         | 0.03%    |
| інші/не вказали | 4         | 0.12%    |
| Усього          | 3717      | 100%     |

## Історія (минуле) села

#### Історія заснування
Село засноване у 1686 році вихідцями з різних міст Гетьманщини, які спочатку проживали в Полтавській та Чернігівській губерніях, а пізніше ввійшли до складу Острогозького слобідського полку. На правому березі р. Айдар, неподалік від гирла р. Біла, було засноване невелике козацьке містечко. Після того, як у другій половині XVIII ст. мешканці містечка залишили своє перше поселення й перейшли на лівий беріг річки, створивши Стару Білу, містечко стало називатись Підгорівкою або Підгородком. Така назва утворилася через те, що село було засноване під крейдяною горою. У 1732 році територія Підгорівки була дозаселена службовими людьми сотника Острогозького полку І.Ф. Синельникова.

#### У роки Голодомору (1932-1933)
Село постраждало внаслідок геноциду українського народу, вчиненого урядом СССР у 1932-1933 роках, кількість встановлених жертв — 417 людей.

#### У роки Другої світової війни
У роки Другої світової війни пішло на фронт 545 мешканців села, із них 275 загинуло, а 423 учасники бойових дій нагороджені орденами та медалями. За мужність і відвагу, проявлені в боях із німецько-фашистськими військами, уродженцям села В.С. Дерев’янку та І.В. Дубовому присвоєне звання Героя Радянського Союзу.

#### УРСР
На території села розташовувалась центральна садиба ордена Жовтневої Революції колгоспу «Україна», за яким закріплено 3,8 тис. га земельних угідь, у т.ч. 3,1 тис. га орної землі. Колгосп спеціалізується на м’ясо-молочному тваринництві, а також вирощуванні зернових та соняшника. За трудові досягнення і дострокове виконання восьмого п’ятирічного плану колгосп «Україна» у 1971 р. нагороджений орденом Жовтневої Революції. 39 передовиків виробництва нагороджені орденами і медалями СРСР, у т.ч. орденом Леніна – комбайнер Р.М. Волошин, тракторист Р.А. Григоренко, тракторист І.П. Волошин. Голова колгоспу В.Т. Бакланов нагороджений орденами Леніна і Жовтневої Революції.

#### УРСР: освіта та культура
У селі працювали: дві восьмирічні школи, у яких 37 педагогів навчали 374 учні, будинок культури із залом на 400 місць, бібліотека з книжковим фондом у 8 тис. примірників, медичний пункт, побутові майстерні, їдальня, відділення зв’язку, ощадна каса, шість магазинів.

## Сучасність

#### Природно-ресурсний потенціал
У 1934 році в селі Підгорівка на глибині 602 м знайдено хлоридно-натрієве джерело. Вода в ньому містить 16% корисних мінеральних солей. На базі цього джерела почала працювати водолікарня в місті Старобільськ.У північній частині міста, біля річки Айдар, у сосновому бору на базі нової свердловини хлоридно-натрієвої мінеральної води побудований і з вересня 1973 року став до ладу санаторій-профілакторій «Сосновий».

#### Освіта, історичні пам'ятки, культура, спорт, господарство та медицина
На честь воїнів-визволителів села від німецько-фашистських військ встановлено пам’ятник.
У Підгорівці працюють дитячий дошкільний заклад; загальноосвітня  школа I-III ступенів, де є комп’ютерний клас із мережею Інтернет, спортзал і спортивний майданчик; стадіон, поліклініка, аптека, клуб, бібліотека, два сільськогосподарських підприємства загальною площею 2973 га та п’ять ФГ.
У селі працює Підгорівська сільська лікарська амбулаторія загальної практики – сімейної медицини.

## Релігія

#### Храм Апостолів Петра і Павла
Храм у селі будували тричі. Перший та другий не збереглися. Від третього (останнього) залишилися лише окремі фрагменти. Зараз церква Апостолів Петра і Павла знаходиться у центральній частині села в будівлі колишнього господарського магазина.
Про перший храм відомо те, що він був дерев'яним та побудований "на правом берегу Айдара в 1770 г. по той нужде, что обыватели пригородной слободы, называемой по местности её Подгоровкою, во время разлитиия Айдара затруднялись в переправе к соборному храму. О построении сего храма особенно заботился прапорщик Иван Андреевич Бутков". Цей храм знаходився у Південно-Західній частині сучасної Підгорівки, недалеко від правого берега річки Айдар. Але він "построен был торопливо, почти в одно лето: вода, лившаяся с горы весною и во время дождей,подмывала его". "Ничем не защищённый от напора её второй храм построен и освящён" був "на месте более удобном для него в 1783 году".
Храм був із дерев'яною дзвіницею, побудованою у 1785 році. Подвір'я навколо храму було огороджено дерев'яним парканом.
Церква мала орні та сіножаті землі розміром 33 десятин (34,1 га).
У 1800 р. прихід до церкви склав 1677 осііб.
"Храм сей в 1805 г. ограблен был, вероятно, раскольниками. Осенью, в ненастную и тёмную ночь, они вошли в дом священника Петра Буткова, перевязали всех бывших в его доме и, поставив караул, повели священника с кинжалами у груди к церкви, сбили замок у дверей храма, разбили сундук, похитили 300 р. денег; затем отвели священника в дом, заперли и скрылись".
У 1825 р. з церкви зняли дзвони(4 дзвони вагою від 12,3 до 857,8 кг - заагальна вага склала приблизно 1460 кг).
Весною 1825 р. дозволили будівництво нового(третього) кам'яного храму. Його будували більш ніж 10 років та освятили 27 серпня 1827 р. (за новим стилем - 9 вересня).
У 1915 р. прихід до церкви склав 5433 осіб, у тому числі з хуторів Новоселівка, Черв'яківка та Проказине.

## Археологія
Поблизу села виявлені поселення епохи неоліту(V-IV ст. до н.е.) та міді-бронзи (IV – початок 1 тисячоліття до н.е.). У 1892 р. за 3 км від Підгорівки в балці Водяний Яр знайдено скарб срібних та мідних речей, що відносяться до сарматської епохи(III ст. до н.е. – IV ст. н.е.). Під час археологічних розкопок професором Городцовим Василем Олексійовичем на початку ХХ століття тут було знайдено срібний фалар із зображенням тварин, який датується I ст. до н.е. – I ст. н.е.

Ілюстрація з "Історії міст і сіл УРСР".

## Надзвичайні події
12 липня 2014 року був підірваний автомобільний міст через р. Айдар (між м. Старобільськ та с. Підгорівка), на автотрасі Р-07 Чугуїв-Мілове. Вибухом міст було пошкоджено (два прогони з шести), але не зруйновано. 23 липня рух цим мостом був відновлений після ремонту.
29 вересня 2014 року стався вибух, 16-річний підліток позбувся частини руки та отримав множинні поранення обличчя та тіла. Вибух відбувся у дворі одного з житлових будинків. Ще троє дітей госпіталізовані з травмами різного ступеня тяжкості — розірвався боєприпас протитанкового гранатомета РПГ-7, що лишився від часів російсько-української війни.

## Також
- Перелік населених пунктів, що постраждали від Голодомору 1932-1933, Луганська область
- Старобільська телещогла